# Truchseß von Stetten

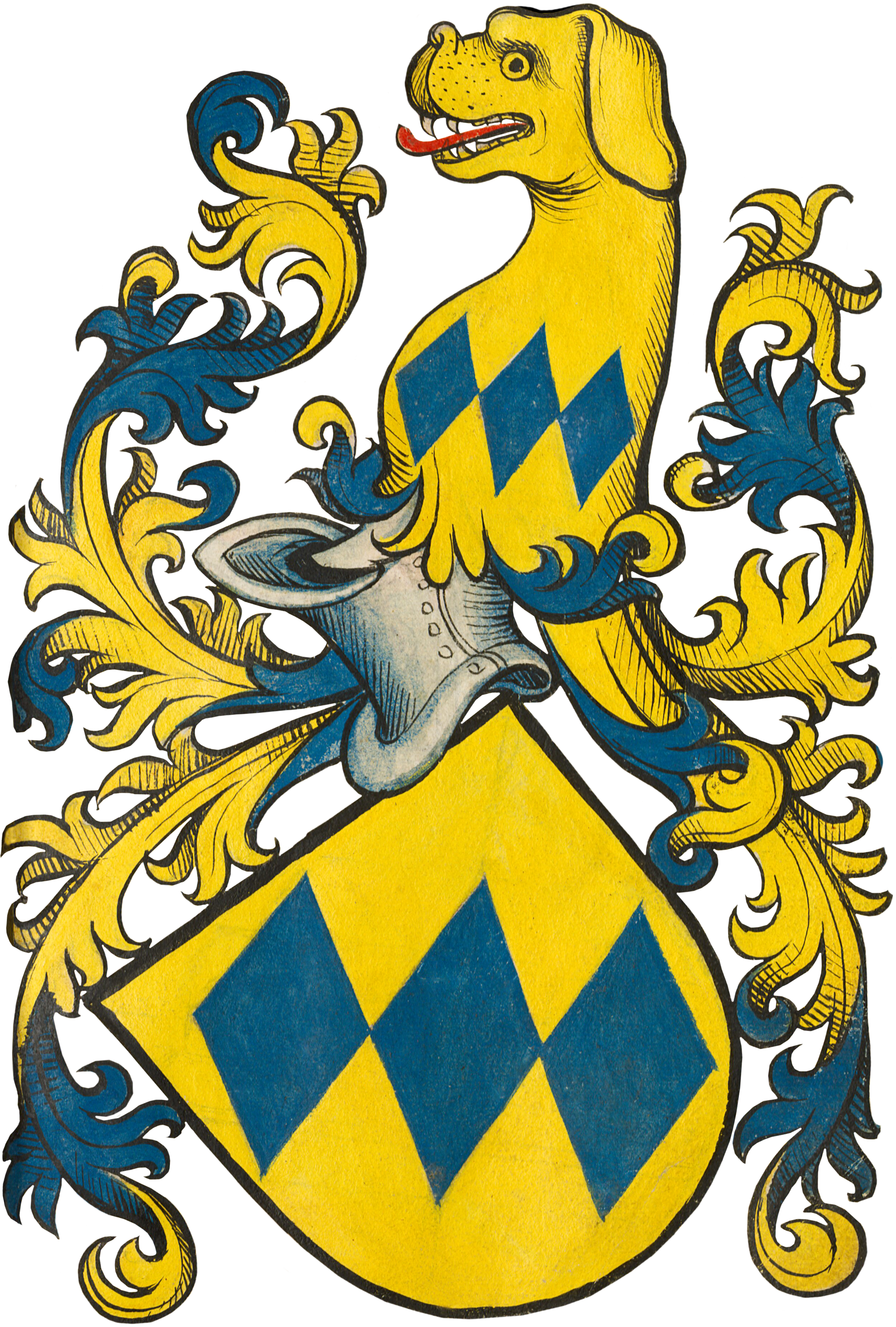
Wappen der Truchseß von Stetten

Die Familie Truchseß von Stetten ist ein altes schwäbisches Rittergeschlecht. Sie waren verwandt mit den Ybergern.

## Geschichte
Bei der ersten urkundlichen Erwähnung von Stetten im Remstal am 2. Februar 1241 wurde ein Eberhardus dapifer de Stetin genannt, also Eberhard, Truchsess von Stetten. Neben Stetten (mit den Ybergern geteilt) hatten sie die Orte Lobenrot, Schanbach und Krummhardt (heute Ortsteile von Aichwald) von Württemberg zu Lehen erhalten. Des Weiteren Endersbach, Aichelberg, Korb, Groß- und Kleinheppach und Krummhardt.
Die Truchsessen erbauten das Schloss im Tal, dem Vorgängerbau des Schloss Stetten.

## Persönlichkeiten
- Eberhard von Stetten
- Elisabeth von Stetten: Frau von Heinrich (II.) aus dem Hause Yberg.[6]
- Wilhelm von Stetten
- Hans (I.) von Stetten: 1464 wurde er zum Landhofmeister ernannt. Er begleitete Eberhard im Bart auf einer Pilgerfahrt nach Palästina.[5] 1488 stiftete er der Kirche einen wertvollen gotischen Flügelaltar.[7]
- Hans (II.) von Stetten: 1496 schloss er sich Eberhard II. an.[5] Er wurde für den Überfall auf das Nonnenkloster in Kirchheim unter Teck verhaftet. 1500 starb er als vermutlich letzter Vertreter der Familie.[4][5]
- Wilhelm von Stetten: Bruder des Hans von Stetten.[8]
- Ulrich von Stetten: Bruder des Hans von Stetten.[8]

## Wappen
Die Herren von Stetten kamen aus dem Gebiet der Herzöge von Teck (Wernau-Pfauhausen) und führten deshalb die „teckschen Wecken“ (drei blaue Rauten auf goldenem Grund) in ihrem Wappen.

Varianten des Wappens/Siegels
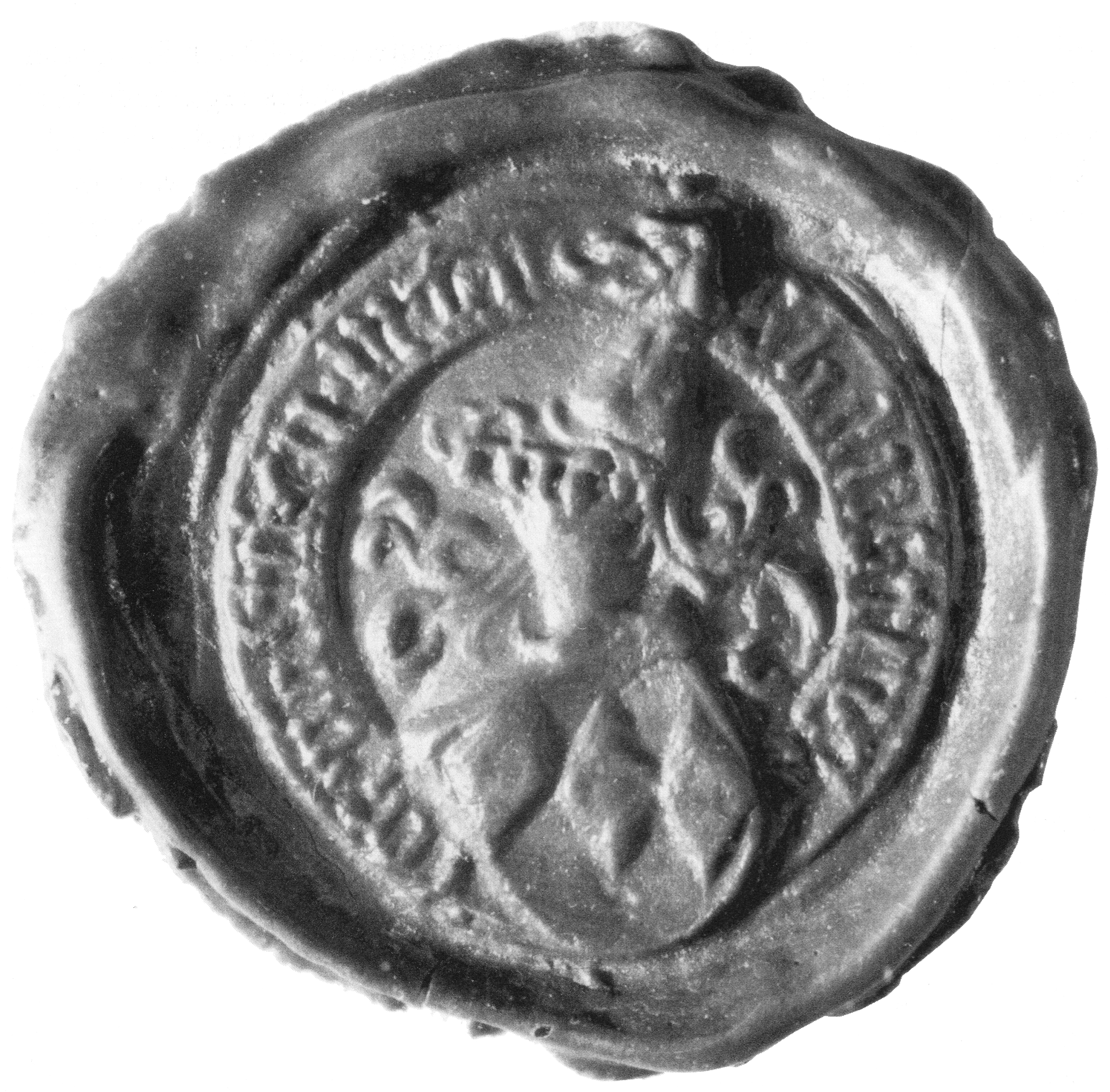
Siegel
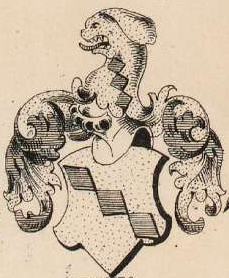
Aus Abgestorbener Württemberger Adel von Gustav Adelbert Seyler
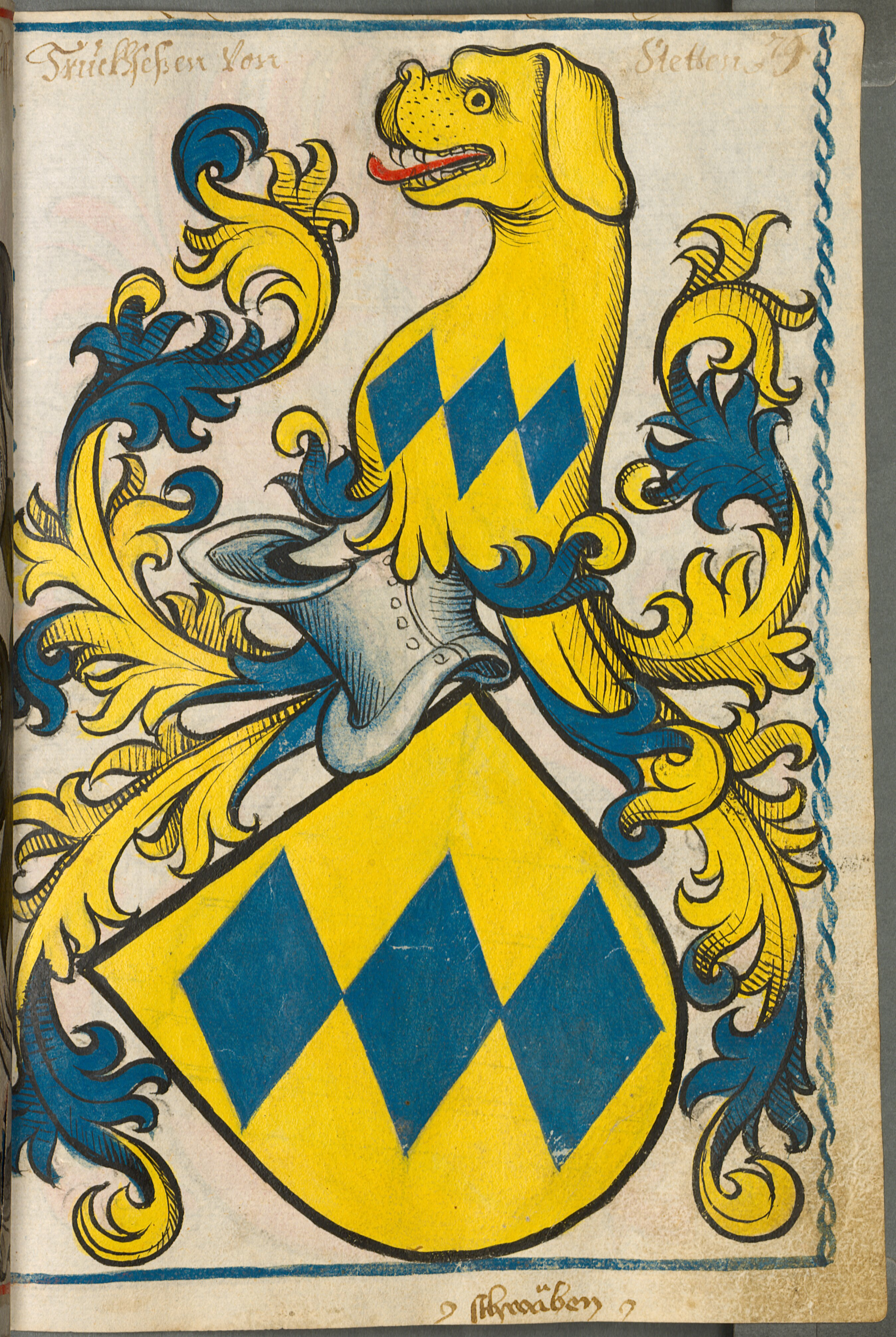
Scheiblersches Wappenbuch

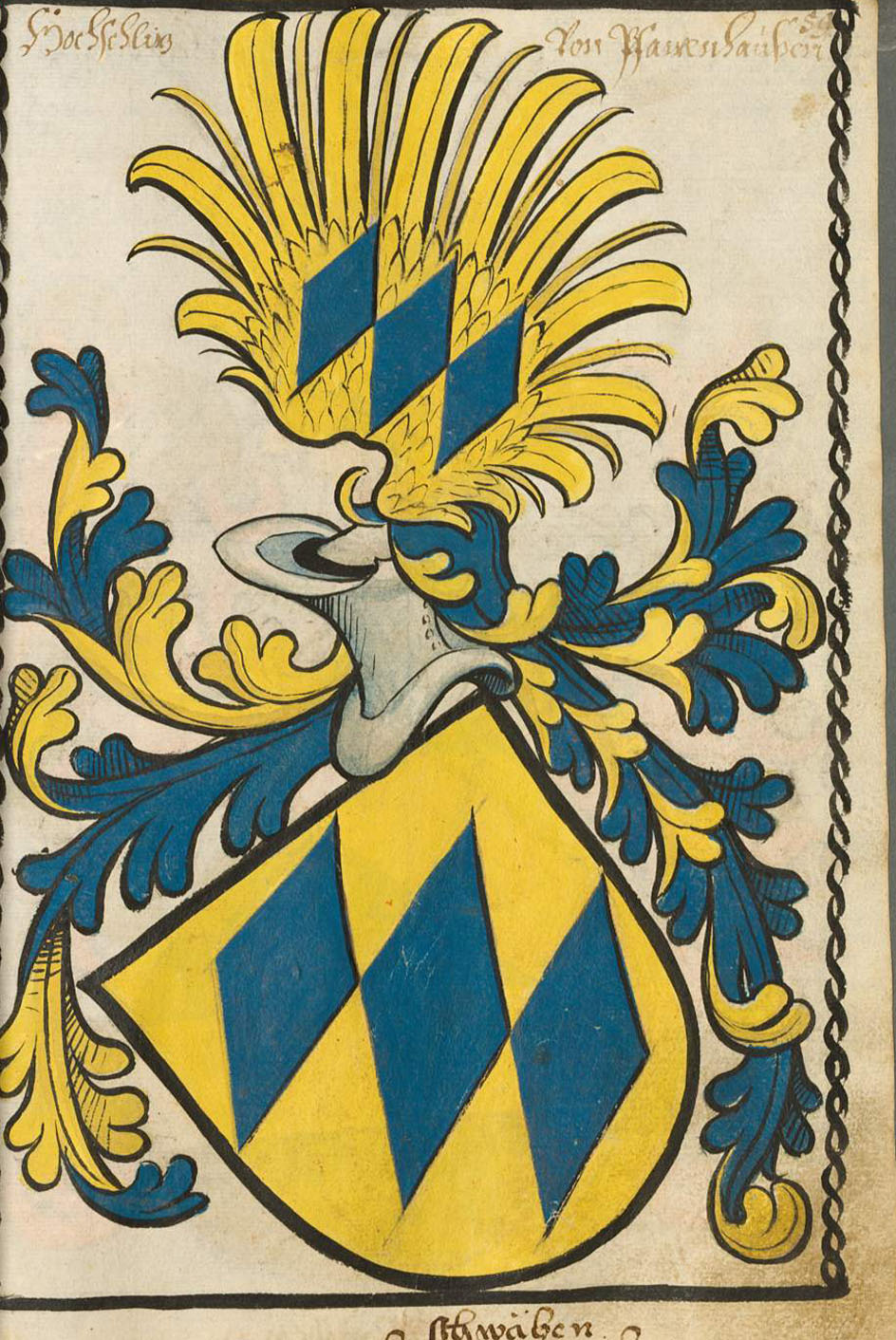
Wappen der Hochschlitz von Hausen

Die Herren von Stetten sind Wappengenossen der Hochschlitz von Hausen, die ihren Stammsitz in Pfauhausen, heute Wernau (Neckar), hatten.